# Domenico Fioravanti
Domenico Fioravanti, född 31 maj 1977 i Novara, Italien, är en italiensk före detta simmare som tog två guldmedaljer vid de olympiska spelen 2000 i Sydney på distanserna 100 och 200 m bröstsim.
Han tvingades avsluta sin karriär 2004 på grund av hjärtfel.